# デイヴィッド・ベイカー (生化学者)
デイヴィッド・ベイカー（David Baker, 1962年10月6日 - ）は、アメリカ合衆国の生化学者、計算生物学者。ワシントン大学教授、同大学タンパク質設計研究所所長。専門は人工知能によるタンパク質構造予測で、Rosetta@homeやFolditのプロジェクトリーダーを務める。2024年にデミス・ハサビス、ジョン・M・ジャンパーとともにノーベル化学賞を受賞した。

## 来歴
シアトル出身。ハーバード大学卒業後、1989年にカリフォルニア大学バークレー校から生物学の博士号を取得。指導教授はランディ・シェクマンであった。1990年から1993年まで、カリフォルニア大学サンフランシスコ校でポスドクとなった。ハワード・ヒューズ医学研究所研究員も務めている。

## 受賞歴
- 2004年 - ファインマン賞理論部門、ニューカム・クリーブランド賞
- 2021年 - 生命科学ブレイクスルー賞、ワイリー賞
- 2024年 - クラリベイト引用栄誉賞、ノーベル化学賞[1]

## 出典

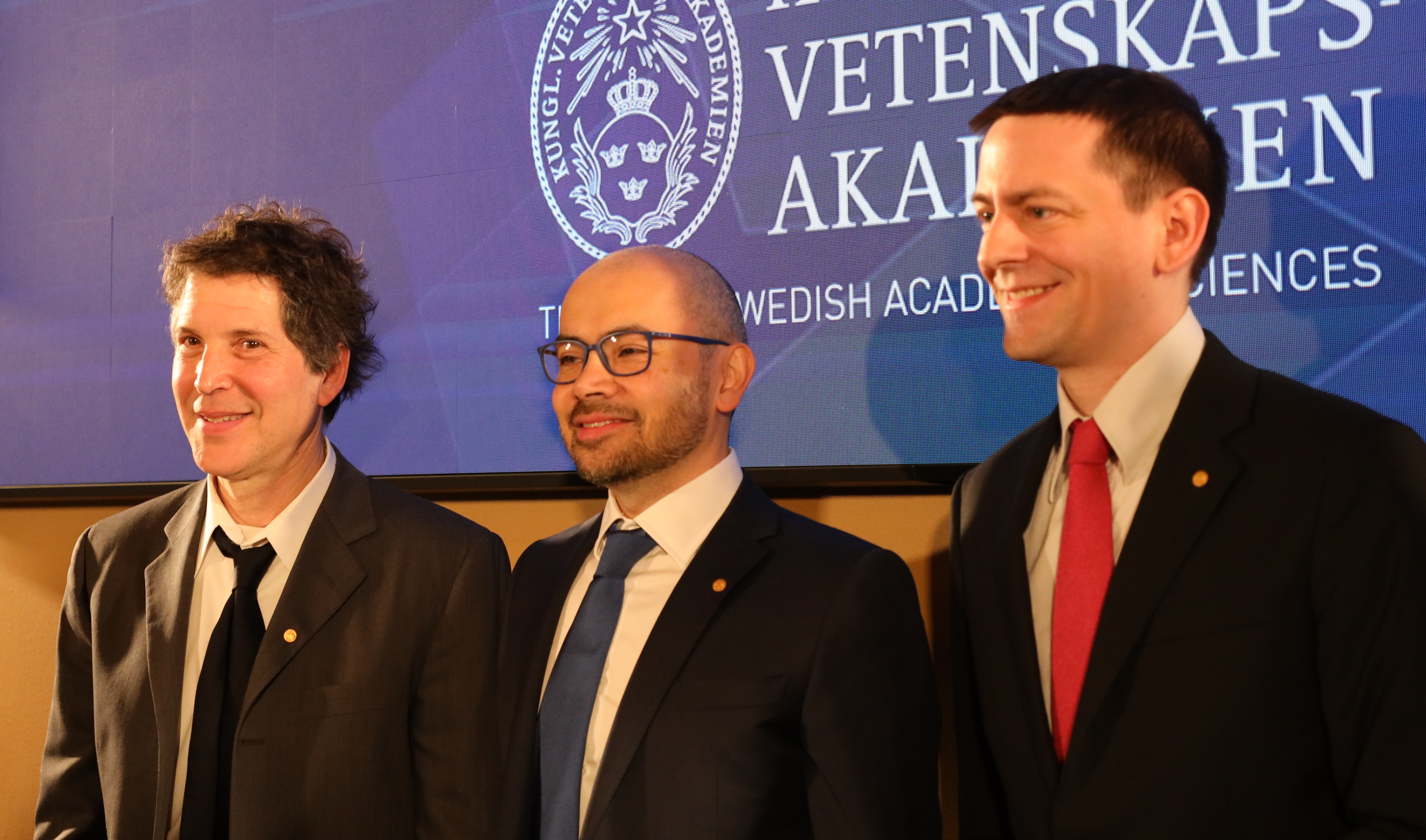
ベイカー、ハサビスとともに、2024年ストックホルムにて